# Anthene klanga
Anthene klanga är en fjärilsart som beskrevs av Corbet 1938. Anthene klanga ingår i släktet Anthene och familjen juvelvingar. Inga underarter finns listade i Catalogue of Life.